# Религиозни мистерии
Мистериите в Античността са тайни свещенодействия, свързани с богове като Деметра, Хадес, Персефона, Хермес и Дионис.
На участниците в мистериите се предавали знания за безсмъртието на душата, за вечното умиране и раждане като божествен закон. Подготовката включвала въздържание от храни, упражнения в мълчание, молитви, ритуално пречистване с вода, заучаване на свещени разкази. По време на тези тайнства посвещаваните (мисти) докосвали свещени предмети, отпивали от свещени напитки.
В Елада мистериите били групови, защото в тях участвали мъже, жени, деца, чужденци и роби. Част от тези учения дошли от древна Тракия, но били пригодени към света на елините. Затова елините смятали тракийските герои Орфей и Евмолп за свои духовни учители. Чрез мистериите човек придобивал вечното покровителство на боговете, ставал по-мъдър и добър.